# Liliana Ayalde
Liliana Ayalde (Baltimore, 1956) é uma diplomata estadunidense, de 2013 a 2017 foi embaixadora dos Estados Unidos no Brasil. 

## Educação e carreira
Segundo a embaixada norte-americana, ela é fluente em português e espanhol. Formou-se em Artes pela Universidade Americana em Washington e fez mestrado em Saúde Pública pela Universidade Tulane, na Louisiana. Ela começou a carreira diplomática em 1982. Na sua carreira internacional, passou por países como Bangladesh, Guatemala, Nicarágua, Bolívia e Colômbia.
Antes de vir exercer o cargo de embaixadora no Brasil, Ayalde supervisionava relações bilaterais dos Estados Unidos com Cuba, Caribe e América Central.
Anteriormente serviu como vice-administradora sênior adjunta da Agência dos Estados Unidos para o Desenvolvimento Internacional (USAI) para a América Latina e o Caribe, com ênfase em programas de assistência no Haiti, México e Caribe. Entre 2008 e 2011, foi embaixadora dos Estados Unidos no Paraguai. O Senado dos EUA confirmou o nome de Ayalde como embaixadora no Brasil em 1 de agosto. Ela substituiu Thomas A. Shannon, Jr. que ficou no cargo de 2010 até 2013, e foi sucedida por Michael McKinley, após posse de Donald Trump em 2016. No dia 31 de outubro de 2013 Ayalde entrega suas credenciais a Dilma Rousseff no Palácio do Planalto.